# Евридика (съпруга на Ликург)
Вижте пояснителната страница за други значения на Евридика.
Евридика (на старогръцки: Εὐρυδίκη; Eurydice; Eurydike) или Амфитея (Amphithea на старогръцки: Ἀμφιθέαв) в гръцката митология е съпруга на Ликург, цар на Немея в Аркадия, син на цар Алей. Тя е майка на Офелт, който по-късно е наречен Архемор (Archemoros, „началото на нещастието“) , който умира като малко дете от ухапване от змия и за когото се честват Немейските игри.
Тя е вероятно близка роднина на нимфата Евридика, съпругата на тракийския певец Орфей, която също умира от ухапване от змия.